# Hangongdu (köpinghuvudort i Kina, Hunan Sheng, lat 29,09, long 111,92)
Hangongdu är en köpinghuvudort i Kina. Den ligger i provinsen Hunan, i den södra delen av landet, omkring 140 kilometer nordväst om provinshuvudstaden Changsha. Antalet invånare är 36 675. Befolkningen består av 18 199 kvinnor och 18 476 män. Barn under 15 år utgör 11,0 %, vuxna 15-64 år 75 %, och äldre över 65 år 12,0 %.
Runt Hangongdu är det tätbefolkat, med 266 invånare per kvadratkilometer. Hangongdu är det största samhället i trakten. Trakten runt Hangongdu består till största delen av jordbruksmark.
Genomsnittlig årsnederbörd är 1 706 millimeter. Den regnigaste månaden är maj, med i genomsnitt 303 mm nederbörd, och den torraste är december, med 32 mm nederbörd.